# Leonardo Leo
Leonardo Ortensio Salvatore de Leo (San Vito dei Normanni, 5 de agosto de 1694 – Nápoles, 31 de outubro de 1744) foi um compositor barroco italiano.

## Biografia
Leo nasceu em San Vito degli Schiavoni (atual San Vito dei Normanni, província de Brindisi) na região da Apúlia, então parte do Reino de Nápoles.
Ele se tornou um aluno no Conservatorio della Pietà dei Turchini em Nápoles em 1703, e foi aluno primeiro de Francesco Provenzale e depois de Nicola Fago. Supõe-se que ele foi aluno de Giuseppe Ottavio Pitoni e Alessandro Scarlatti, mas não poderia ter estudado com nenhum desses compositores, embora tenha sido indubitavelmente influenciado por suas composições. Sua primeira obra conhecida foi um drama sagrado, L'infedelta abbattuta, representado por seus colegas estudantes em 1712.
Em 1714 produziu, no teatro da corte, uma ópera, Pisistrato, que foi muito admirada. Ocupou vários cargos na capela real e continuou a escrever para o palco, além de lecionar no conservatório. Depois de adicionar cenas cômicas para Bajazette de Francesco Gasparini em 1722 para o desempenho em Nápoles, compôs óperas cômicas em napolitano como La'mpeca scoperta em 1723, e L'Alidoro em 1740.
Sua ópera cômica mais famosa foi Amor vuol sofferenza (1739), mais conhecida como La Finta Frascatana, muito elogiada por De Brosses. Foi igualmente distinguido como compositor de ópera séria, Demofoonte (1735), Farnace (1737) e L'Olimpiade (1737) sendo as suas obras mais conhecidas neste ramo, sendo ainda mais conhecido como compositor de música sacra. Ele morreu de um acidente vascular cerebral enquanto se dedicava à composição de novas árias para um renascimento de La Finta Frascatana.
Leo foi o primeiro da escola napolitana a obter um domínio completo sobre o contraponto harmônico moderno. Sua música sacra é magistral e digna, mais lógica do que apaixonada, e livre do sentimentalismo que está presente na obra de Francesco Durante e Giovanni Battista Pergolesi. Suas óperas sérias sofrem de uma frieza e severidade de estilo, mas em suas óperas cômicas ele mostra um aguçado senso de humor. Seus movimentos em conjunto são espirituosos, mas nunca chegaram a um clímax forte.
Um exemplo fino e característico de sua música sacra é o Dixit Dominus in C, editado por C.V. Stanford e publicado pela Novello. Uma série de canções de óperas estão disponíveis nas edições modernas.

## Lista parcial de obras
Óperas
- L'infedeltà abbattuta (1712)
- Sofonisba (1719)
- Diana Amante
- Timocrate (1723)
- Il trionfo di Camilla Regina de' Volsci (1726, Roma)
- Lo matrimonio annascuso (1727)
- Catone in Utica (1729)
- Il Demetrio (1732);
- Amor vuol sofferenza (1733, Nápoles)
- La clemenza di Tito (1735)
- Demoofonte (1735)
- L'Olimpiade (1737)
- Le nozze di Psiche e Amore (composto para o casamento entre Carlos III de Espanha e Maria Amália da Saxônia, 1738).
- Ciro riconosciuto (1739)
- Achille in Sciro (um 1743)
- Deceballo (1743)

Oratórios
- Sant'Elena al Calvario (1732)
- La morte d'Abel (1738)

Música sacra
- Ave Maria
- Miserere
- Salve Regina

Música instrumental
- 6 concertos para violoncelo (1737–1738)
- Concerto para 4 violinas
- 2 concertos para flautas
- Toccate per cembalo